# Angern
Angern è un comune tedesco di 1 967 abitanti situato nel land della Sassonia-Anhalt.
Il 1º gennaio 2010 vi sono stati aggregati i comuni di Bertingen, Mahlwinkel e Wenddorf.

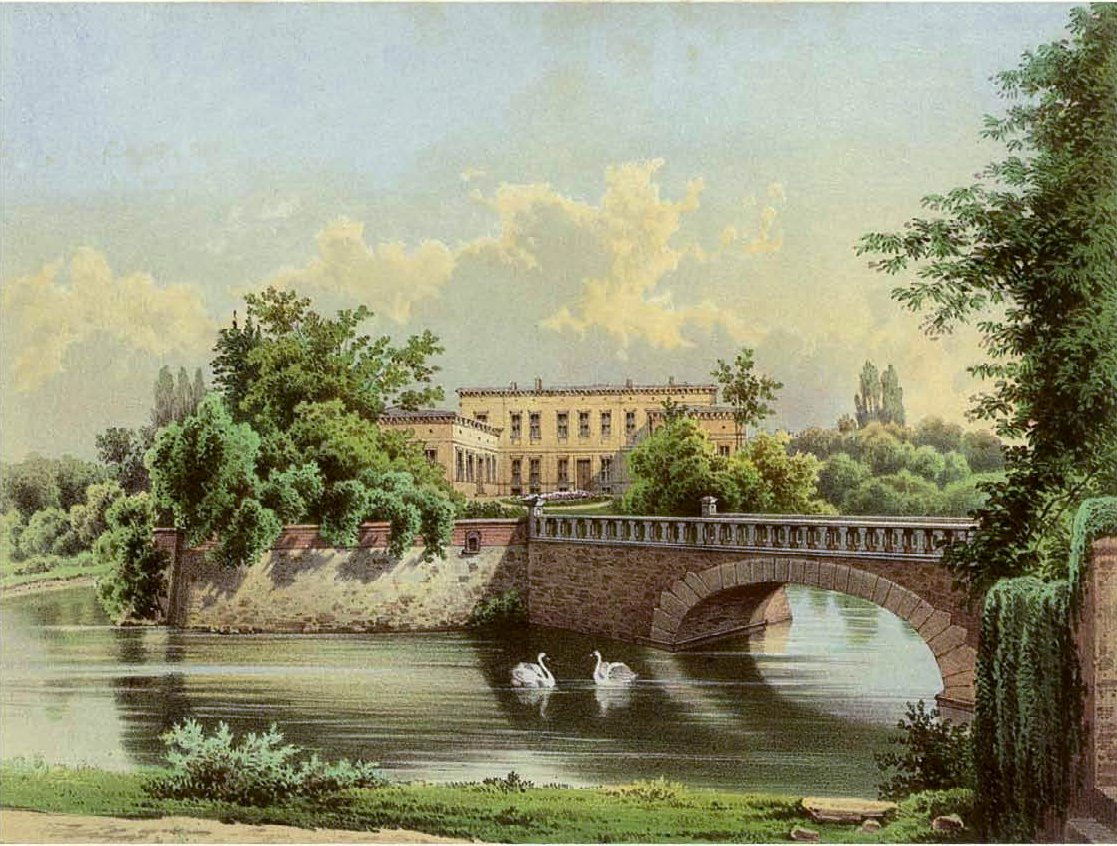
Palace Angern around 1860, Edition by Alexander Duncker